# Plant City
Plant City è una città degli Stati Uniti d'America situata in Florida, nella Contea di Hillsborough. È nota come la capitale mondiale  invernale delle fragole e ospita l'annuale Florida Strawberry Festival alla fine dell'inverno (febbraio-marzo), a cui partecipa gente da tutto il mondo.
- Wikimedia Commons contiene immagini o altri file su Plant City